# Jednostka regionalna Drama
Jednostka regionalna Drama (nwgr.: Περιφερειακή ενότητα Δράμας) – jednostka administracyjna Grecji w regionie Macedonia Wschodnia i Tracja. Powołana do życia 1 stycznia 2011, zamieszkana przez 86 tys. mieszkańców (2021).
W skład jednostki wchodzą gminy:
1. Drama,
2. Doksato,
3. Kato Newrokopi,
4. Paranesti,
5. Prosotsani.